# Barycnemis blediator
Barycnemis blediator  là một loài tò vò trong họ Ichneumonidae.